# روتول، یورکشر غربی
population_density_sq_miروتول، یورکشر غربیlatitudeروتول، یورکشر غربیpopulation_density_km2روتول، یورکشر غربیlongitudeروتول، یورکشر غربی
روتول، یورکشر غربی (به انگلیسی: Rothwell, West Yorkshire) یک شهرک در بریتانیا است که در انگلستان واقع شده‌است.

## خصوصیات
روتول ۲۱٬۰۱۰ نفر جمعیت دارد.